# Pandemia COVID-19 w Izraelu
Pandemia COVID-19 w Izraelu – pandemia zachorowań na ostrą zakaźną chorobę układu oddechowego COVID-19 wywoływaną przez wirusa SARS-CoV-2. Pierwszy przypadek zachorowania na terenie Izraela nastąpił 21 lutego 2020 roku, po tym jak obywatelka uzyskała wynik pozytywny na koronawirusa w Sheba Medical Center po powrocie z kwarantanny na statku Diamond Princess w Japonii.
Według stanu na dzień 25 stycznia 2021, Izrael znajduje się na 28. miejscu na świecie pod względem liczby zakażonych (605 397 osób), zaś łączna liczba zgonów wynosi 4 478. Liczba wykonanych testów przekroczyła 10 milionów, a więc jest ona większa niż łączna liczba obywateli tego państwa.

## Pierwsza fala

### Pierwszy przypadek
21 lutego Izrael potwierdził pierwszy przypadek COVID-19. Obywatelka Izraela, która przyleciała do domu z Japonii po poddaniu jej kwarantannie Diamond Princess, uzyskała wynik pozytywny w Sheba Medical Center. 23 lutego drugi były pasażer Diamond Princess uzyskał wynik pozytywny i został przyjęty do szpitala w celu izolacji.
Od 11 marca Izrael zaczął egzekwować dystans społeczny oraz inne zasady, aby ograniczyć rozprzestrzenianie się infekcji. Początkowo zgromadzenia były ograniczone do nie więcej niż 100 osób, a 15 marca liczba ta została obniżona do 10 osób, a uczestnikom zalecono zachowanie odległości 2 metrów między sobą.
19 marca premier Benjamin Netanjahu ogłosił stan wyjątkowy, stwierdzając, że istniejące ograniczenia będą odtąd prawnie egzekwowane, a osoby naruszające zasady będą karane grzywną. Izraelczykom nie wolno było opuszczać swoich domów, chyba że było to absolutnie konieczne. Podstawowe usługi – w tym sklepy spożywcze, apteki i banki – pozostałyby otwarte. Ograniczenia ruchu zostały dodatkowo zaostrzone 25 marca i 1 kwietnia, a wszystkie osoby poinstruowano, aby zakrywały nos i usta podczas przebywania poza domem. Ponieważ liczba zachorowań na koronawirusa wzrosły w mieście Bnei Brak, docierając do prawie 1000 zarażonych osób na początku kwietnia, gabinet głosował za ogłoszeniem miasta „strefą zamkniętą”, ograniczając wjazd i wyjazd na okres jednego tygodnia.

### Reakcja rządu
Rząd stworzył wielojęzyczną stronę internetową zawierającą informacje i instrukcje dotyczące pandemii. Rząd stworzył również panel, gdzie można przeglądać codzienne statystyki.

### Stan wyjątkowy
19 marca premier Netanjahu ogłosił stan wyjątkowy. Powiedział, że istniejące ograniczenia będą odtąd prawnie egzekwowane, a osoby naruszające prawo będą karane grzywną. Izraelczykom nie wolno było opuszczać swoich domów, chyba że było to absolutnie konieczne. Podstawowe usługi pozostałyby otwarte. Media poinformowały, że setki Izraelczyków ignorują nowy zakaz z 21 marca i licznie odwiedzają parki, plaże czy miejsca przyrodnicze, co skłoniło Ministerstwo Zdrowia do zagrożenia nałożeniem surowszych ograniczeń na społeczeństwo.

## Druga fala
W dniu 1 lipca Kneset zezwolił Służbom Bezpieczeństwa Szin Bet na śledzenie zakażonych osób przez telefon komórkowy, wprowadzając specjalną ustawę.
6 lipca 2020 po ponad dwóch tygodniach ciągłego wzrostu liczby nowych przypadków, premier Netanjahu ogłosił nowe wytyczne dotyczące dystansu społecznego, które zostały zatwierdzone przez rząd.
Rok szkolny w szkołach haredi rozpoczął się 24 sierpnia 2020, przed zatwierdzeniem planu rządu dotyczącemu ograniczeń w związku ze wzrostem zachorowań na koronawirusa. W ciągu tygodnia wiele szkół i przedszkoli zgłaszało informacje o ogniskach koronawirusa, co doprowadziło do kwarantanny zarażonych pracowników i uczniów.
Szkoły, przedszkola i żłobki zostały zamknięte 13 września, a zajęcia były kontynuowane zdalnie. 18 października przedszkola i żłobki zostały ponownie otwarte, także w „czerwonych” strefach.
1 listopada klasy od 1 do 4 zostały ponownie otwarte w strefach innych niż „czerwone”. Zajęcia w jednym pomieszczeniu były ograniczone do 18 dzieci. Uczniowie musieli nosić maski przez cały dzień i jeść posiłki na świeżym powietrzu lub w dużej odległości od siebie. 24 listopada 2020 do szkoły wróciły klasy 5 i 6. 6 grudnia do szkół wróciły klasy 7-10.

## Trzecia fala
Na początku grudnia 2020 liczba przypadków stale rosła, osiągając ponad 3000 nowych przypadków dziennie, a wskaźnik pozytywnych testów wynosił ponad 5%. Wiele krajów ogłosiło pojawienie się nowych i bardziej zakaźnych szczepów COVID-19. Pod koniec grudnia w Izraelu wykryto pierwsze przypadki szczepu B.1.1.7.
20 grudnia 2020 roku Izrael ogłosił zakaz wjazdu dla wszystkich zagranicznych podróżnych przybywających z Wielkiej Brytanii, RPA i Danii. Izraelczycy powracający z tych krajów musieli przejść kwarantannę w państwowych hotelach.

## Czwarta fala
Pod koniec czerwca 2021 roku liczba zakażeń zaczęła rosnąć, osiągając 17 lipca ponad 1000 przypadków dziennie oraz pod koniec lipca ponad 2000 przypadków dziennie. 25 lipca przywrócono wymóg noszenia masek w pomieszczeniach. Przywrócono również ograniczenia związane z wydarzeniami masowymi, w których liczba uczestników przekracza 100 osób.
Od 1 sierpnia rozpoczęto podawanie trzeciej dawki szczepionki od firmy Pfizer dla osób powyżej 60 roku życia.
19 października 2021 wykryto pierwszy przypadek wariantu Delta koronawirusa.

## Piąta fala
Pod koniec listopada 2021 został wykryty w Izraelu pierwszy przypadek wariantu Omikron. 28 listopada 2021 zabroniono wjazdu cudzoziemcom do kraju. Władze Izraela poszerzyły swoją czerwoną listę państw o takie kraje jak Wielka Brytania, Dania czy Belgia. Wyjazd Izraelczyków do państw z czerwonej listy bez specjalnego pozwolenia jest zabroniony.
Izrael jako pierwszy kraj świata zdecydował się na czwartą dawkę szczepionki, którą zaczęto podawać od 31 grudnia 2021. Prawo do czwartej dawki ma personel medyczny, osoby powyżej 60 roku życia oraz osoby z obniżoną odpornością.
Premier Naftali Benett zapowiedział zniesienie paszportu covidowego pod koniec lutego.

## Szczepienia

### Dostawa szczepionek
Gdy pojawiły się dane dotyczące różnych szczepionek COVID-19, rząd Izraela zaczął zamawiać dawki szczepionek COVID-19 z różnych źródeł, m.in. 8 milionów dawek od firmy Pfizer, 10 milionów dawek od firmy AstraZeneca oraz od firmy Moderna 6 milionów dawek.

### Dystrybucja szczepionek
Ministerstwo Zdrowia ustaliło priorytet szczepień, dzieląc proces na dwie fazy:
- Faza A – personel medyczny, w kolejności: pracownicy szpitala, prywatne kliniki i gabinety dentystyczne, szpitale geriatryczne i psychiatryczne, studenci pielęgniarstwa i medycyny, organizacje ratownicze, instytucje opiekuńcze dla ojców i matek oraz instytucje pomocy społecznej dla osób pozostających na utrzymaniu i ich opiekunów. Fazę A rozszerzono na osoby w wieku 60 lat i starsze.
- Faza B – reszta społeczeństwa w kolejności: grupy ryzyka (cukrzyca, otyłość, nadciśnienie tętnicze, pacjenci z immunosupresją i członkowie ich rodzin, biorcy narządów, pacjenci hematologiczni itp.).

Szczepienia rozpoczęto 19 grudnia 2020. Pierwsza duża partia szczepionek firmy Pfizer została szybko rozprowadzona, a około 1,5 miliona osób (16% populacji) zostało zaszczepionych w ciągu 3 tygodni. Do 15 stycznia co najmniej jedną dawkę szczepionki otrzymało około 25 procent ludności kraju.
Od 12 stycznia szczepienia zostały rozszerzone dla grup osób powyżej 55 roku życia oraz nauczycieli. Od 17 stycznia rozpoczęto szczepienia wśród grupy osób powyżej 45 roku życia. 19 stycznia wpisano kobiety w ciąży jako grupę priorytetową na liście szczepień. 23 stycznia rozpoczęto szczepienie młodzieży urodzonej w roku 2003 oraz 2004. Od 4 lutego szczepienia są dostępna dla osób powyżej 16 roku życia.

### Rozwój izraelskiej szczepionki
Izraelski Instytut Badań nad Biologią opracował szczepionkę i wyprodukował 25 000 dawek szczepionki do badania klinicznego I fazy, które rozpoczęło się w ośrodkach medycznych Sheba i Hadassah w październiku 2020 roku. 14 grudnia 2020 ogłoszono, że Ministerstwo Zdrowia zatwierdziło rozpoczęcie II fazy badania klinicznego preparatu BriLife przez Instytut Badań nad Biologią.